# Wildhaus
Wildhaus este un oraș în Elveția.